# Der ungarische Israelit (Zeitung, 1874–1908)
Der ungarische Israelit war eine deutschsprachige jüdische Wochenzeitung, die von 1874 bis 1908 in Budapest im Königreich Ungarn in der Habsburgermonarchie erschienen ist. Das von Ignaz W. Bak bis zu seinem Tod 1893 herausgegebene und an das "ungarische Israel", d. h. an die deutschsprachige jüdische Bevölkerung adressierte Blatt, bot Nachrichten zur Budapester und zur jüdischen Gemeinde in Ungarn und anderen Teilen der Habsburgermonarchie sowie zu kulturellen, religiösen und historischen Themen. In der "Wochenchronik" wurde auch über Ereignisse mit jüdischem Bezug im Ausland berichtet. Publiziert wurden überdies literarische Texte und Berichte jüdischer Organisationen. Der ungarische Israelit vertrat Positionen des liberalen Judentums und setzte sich für eine gemäßigte Reform ein. Besonders hervorzuheben ist der Einsatz der Zeitung für den Erhalt der deutschen Sprache in Ungarn.